# Mimeusemia nigrescens
Mimeusemia nigrescens är en fjärilsart som beskrevs av James John Joicey och Talbot. Mimeusemia nigrescens ingår i släktet Mimeusemia och familjen nattflyn. Inga underarter finns listade i Catalogue of Life.